# سیکورسکی ایکس‌اچ-۳۹
سیکورسکی ایکس‌اچ-۳۹ (به انگلیسی: Sikorsky XH-39) یک هواگرد ساختِ کارخانهٔ سیکورسکی در کشور ایالات متحده آمریکا است. نخستین استفاده‌کنندهٔ این هواپیما نیروی زمینی ایالات متحده آمریکا بوده‌است.